# Segelfluggelände Riesa-Canitz

i7
i11
i13
Das Segelfluggelände Riesa-Canitz liegt im Stadtteil Canitz der Stadt Riesa im Landkreis Meißen in Sachsen, etwa 4 Kilometer westlich des Zentrums von Riesa.

## Flugbetrieb
Das Segelfluggelände ist mit einer 920 m langen und 30 m breiten Start- und Landebahn aus Gras (Richtung 08/26) ausgestattet. Es besitzt eine Betriebszulassung für Segelflugzeuge, Motorsegler und Luftsportgeräte sowie für Motorflugzeuge bis 2000 kg höchstzulässiger Abflugmasse, jedoch nur zum Zwecke des Schleppens von Segelflugzeugen, Motorseglern oder Hängegleitern sowie zum Absetzen von Fallschirmspringern und im ursächlichen Zusammenhang damit
stehender Flüge. Der Start von Segelflugzeugen erfolgt per Windenstart oder Flugzeugschlepp. Der Halter und Betreiber des Segelfluggeländes ist der Segelfliegerclub Riesa-Canitz e. V.

## Geschichte
Der Flugplatz wurde in den Jahren 1934 und 1935 als Einsatzhafen I. Ordnung für die Luftwaffe der Wehrmacht errichtet. Er verfügte über ein Luftwaffengut, Unterflur-Zapfanlagen und einen Eisenbahnanschluss an die Strecke Dresden–Leipzig, der bis zum Tanklager führte. Es entstanden einige hölzerne Hallen, Schuppen und Baracken. Die Platzgröße betrug zu dieser Zeit 1100 × 750 m, die Rollfeldgröße 1000 × 600 m. Genutzt wurde er von der Flugzeugführerschule Oschatz. Zwischen September und November 1944 und im Januar 1945 waren verschiedene Jagdfliegereinheiten der Luftwaffe stationiert. Ab März 1945 lag der Flugplatz in der Kampfzone der sowjetischen 2. Luftarmee. Am 25. April des Jahres wurde er von Einheiten der 1. Ukrainischen Front besetzt und vom Mai bis in den Juni hinein von verschiedenen Jagdfliegereinheiten der sowjetischen Luftstreitkräfte als Einsatzplatz genutzt.
Nach Kriegsende wurden die vorhandenen Gebäude abgerissen und der Flugplatz einige Jahre nicht genutzt. Im Jahr 1953 übernahm die Gesellschaft für Sport und Technik (GST) das Areal und nutzte es als Segelfluggelände. Laut Zeitzeugen sollen in den 1960er Jahren mehrere Belegungen durch sowjetische Hubschraubereinheiten stattgefunden haben; das Gelände war in diesen Zeiträumen für die GST gesperrt. Im Jahr 1979 wurden nach einigen gelungenen Republikfluchten mit Flugzeugen der GST etliche ihrer Segelflugplätze geschlossen, darunter auch Canitz. Nach den politischen Ereignissen von 1989 wurde der Flugplatz zum Anfang der 1990er Jahre der allgemeinen Luftfahrt übergeben und wird seitdem wieder für den Segelflug genutzt.

## Streckenflugwoche
Die Canitzer Streckenflugwoche ist ein seit 1993 jährlich stattfindender Streckensegelflugwettbewerb, der vom Segelfliegerclub Riesa-Canitz e.V. auf dem Flugplatz Riesa-Canitz in Sachsen veranstaltet wird. Die Veranstaltung zieht Piloten aus ganz Deutschland und auch außerhalb an und bietet für zehn Tage ein Zuhause für bis zu 75 Segelflugzeuge sowie deren Piloten und deren Helfer. Im Vordergrund stehen der Spaß, die Freude am Fliegen und das Sammeln von Streckenflugerfahrungen in einer entspannten Atmosphäre. Die Teilnehmer konkurrieren in verschiedenen Klassen, darunter Clubklasse, Standardklasse, Gemischte Klasse und Doppelsitzerklasse, wobei Siegerpokale vergeben werden. Nach pandemiebedingten Ausfällen in den Jahren 2020 und 2021 feiert die Streckenflugwoche im Jahr 2025 ihr 30-jähriges Jubiläum. Hauptorganisator der Veranstaltung ist Lutz Scholz, ein Gründungsmitglied des Vereins.

## Stationierte Flugzeuge
Am Segelflugplatz Riesa-Canitz sind insgesamt 19 Segelflugzeuge stationiert. Der Segelfliegerclub Riesa-Canitz e.V. besitzt mehrere Flugzeuge für Ausbildung und Vereinsbetrieb. Dazu gehören zwei doppelsitzige Schulungsflugzeuge, ein SZD-9bis Bocian-1E und ein SZD-50-3 Puchacz, sowie ein Schulungseinsitzer vom Typ Astir CS 77. Für Lizenz Piloten, sowie zur Anfängerschulung steht der vereinseigene Hochleistungs-Doppelsitzer HpH 304 TS "TwinShark" zur Verfügung, ebenso wie ein Einsitzer DG 300 ELAN. Als Schleppflugzeug nutzt der Verein ein Ultraleichtflugzeug vom Typ TL 96 Sting.
Die restlichen Flugzeuge sind in Privatbesitz von Vereinsmitgliedern. Zu den privat stationierten Hochleistungssegelflugzeugen zählen ein Ventus 2cxT, zwei DG800 und einer ASH 31 Mi. Weitere private Flugzeuge am Platz sind eine DG505MB, ein Jantar 2b, ein Standard Jantar, eine LS4 neo, ein Speed Astir, ein Mosquito, ein Cirrus und eine Ikarus C22. Eine besondere Rarität ist ein Standard Jantar T mit Turbo-Antrieb, der einzige seiner Art.

## Luftfahrttechnischer Betrieb
Am Flugplatz Riesa-Canitz befindet sich der luftfahrttechnische Betrieb JPS mobile, der komplexe Instandhaltungsarbeiten nach ELA1 an Segelflugzeugen durchführt. Dieser Betrieb bietet Wartungs- und Reparaturleistungen für Segelflugzeuge an. Betrieben wird dieser Betrieb von Jan Paepke.